# Drusus annulatus
Espèce
Drusus annulatus est une espèce d'insectes trichoptères très fréquente sur les cours d'eau d'Europe du sud. Elle appartient à la famille des Limnephilidae.
Sa taille est très moyenne pour un trichoptère puisque adulte, il ne dépasse pas les 12 mm.
Il a été décrit par Stephens en 1837.

## Éclosion
Très fréquent de début juillet à septembre.